# Вейдекоп, Кес
Корнелис (Кес) Вейдекоп (нидерл. Cornelis "Kees" Wijdekop; 31 января 1914, Амстердам — 8 апреля 2008, Пюрмеренд, Северная Голландия) — нидерландский каноист. Принимал участие в соревнованиях по гребле на байдарках и каноэ в конце 1930-х годов. Участник Олимпийских игр 1936 в Берлине.
Вейдекоп родился в Амстердаме. Работал в компании Prysmian Group — итальянской мультинациональной корпорации. Его старший брат Пит и Кес были членами каноэ-клуба De Plassers. Кес скончался в городе Пюрмеренд.

## Спортивные достижения
Кес Вейдекоп завоевал бронзовую медаль в дисциплине К-2, раскладная, на дистанции 10 000 метров на летних Олимпийских играх 1936 в Берлине. На соревнованиях он выступал со старшим братом Питом.

## Личная жизнь
Женился в возрасте двадцати семи лет — его супругой стала 20-летняя Мартье Корнелия Стоккинк, уроженка Амстердама. Их брак был зарегистрирован 1 мая 1941 года в Амстердаме. У них была дочь Йоханна (1942) и сын Кес (1947). В 1973 году его сын выступал в составе нидерландской национальной бейсбольной команды на чемпионате мира по бейсболу в Гаване, Куба. В феврале 1977 года его жена умерла в возрасте 56 лет.